# جون دولان (لاعب كرة قدم بريطاني)
جون دولان (بالإنجليزية: John Doolan)‏ هو لاعب كرة قدم بريطاني، ولد في 7 مايو 1974 في ليفربول في المملكة المتحدة. لعب مع نادي إيفرتون ونادي بارنت ونادي بلاكبول ونادي دونكاستر روفرز ونادي روتشديل ونادي ساوثبورت ونادي مانسفيلد تاون.

## وصلات خارجية
- جون دولان على موقع قاعدة بيانات كرة القدم.إي يو (الإنجليزية)
- جون دولان على موقع Soccerbase.com (لاعب) (الإنجليزية)